# كلاتة نو (غناباد)
كلاتة نو (بالفارسية: کلاته نو) هي قرية تقع في منطقة مركزية ريفية في إيران. يقدر عدد سكانها بـ 68 نسمة بحسب إحصاء 2016.